# 地球に好奇心
地球に好奇心（ちきゅうにこうきしん）はNHK BS2で1998年から2004年まで放送されていた番組。

## 概要
地球に好奇心～BSカルチャー・ドキュメント～として1998年4月5日に放送開始。 「地球規模で謎や秘密を解き明かし、視聴者の知的好奇心を満足させるカルチャードキュメンタリー番組。好奇心”をキーワードに幅広いテーマを取り上げ、未知の世界のおもしろさに迫ること」が番組テーマであった。日曜19時20分から88分間の放送。初め30分の再編集版も不定期で放送。
1999年より総合テレビで『地球に乾杯』としてダイジェストも放送開始。デジタル放送開始後はBSハイビジョンでも放送され、本放送終了後の2004年以降も2006年3月まで放送された。
2012年からプレミアムアーカイブス、プレミアムカフェで過去の放送から傑作選を放送している。
エンディングテーマは、MAORI（真織由季）、「Moon Light Dance」

## 放送時間
- 日曜　19時20分　-　20時48分
- 日曜　20時　-　21時13分
- 土曜　19時30分　-　20時43分　（2000年4月　-　2003年3月）
- 土曜　19時45分　-　20時58分　（2003年4月　-　2004年3月13日）

BSハイビジョン
- 月曜～金曜　8時台

- 日曜　8時15分　-　9時28分 (2003年4月　-　2004年3月）
- 木曜→金曜　12時15分　-　13時28分　（2004年4月　-　2006年3月）

## 放送記録
| 放送日         | 内容                                                                 | 出演者                                                                              |
| -------------- | -------------------------------------------------------------------- | ----------------------------------------------------------------------------------- |
| 1998年 4月5日  | 巨大恐竜の化石をさがせ～化石ハンター・スーの冒険                     | 藤田弓子、広瀬久美子、関根正明                                                      |
| 4月12日        | ロシア・ロマノフ王朝～流転の秘宝を追う                               | 久米明                                                                              |
| 4月19日        | あのカサノバが甦（よみがえ）る～ベネチア仮面の謝肉祭                 | 涼風真世、大和田伸也                                                                |
| 4月26日        | 大地が裂ける灼熱の大塩湖をゆく                                       | 平泉成                                                                              |
| 5月10日        | 彼らはなぜ走るのか～大自然のランナー メキシコ山岳民族～              | 阿藤海                                                                              |
| 5月17日        | ガーデニング大国の秘密～イギリス 花の狩人の物語～                    | 石橋蓮司                                                                            |
| 6月7日         | 肉薄！日本人のルーツ～南北そっくりさん紀行～                         | 埴原和郎、飯星景子、ビートキヨシ、吉野公佳                                          |
| 6月14日        | 知恵と文化の殿堂・中国科学院大探検                                   | 荒俣宏、生野文治                                                                    |
| 6月21日        | 樹上で生活する人々～イリアンジャヤの原始社会                         | 渡辺篤史                                                                            |
| 7月12日        | 世界は自由を求めて歌った～ラ・マルセイエーズの200年                  | 小澤征良、吉田進、鈴木桂一郎                                                        |
| 7月19日        | トルネードハンター～驚異の大竜巻を追う                               | 山口勝                                                                              |
| 8月1日         | 夏休み特集                                                           | 荒俣宏、涼風真世、坂野皓、毛利匡、田中直人、野方正俊                                |
| 9月6日         | 人間はどこまで潜れるのか～青い海のワールドカップ                     | 阿部渉                                                                              |
| 9月13日        | テクノで踊るラブパレード～ベルリン・100万人の熱狂                    | 石野卓球、武居“M”征吾                                                               |
| 9月20日        | パリ究極のオートクチュール～舞台裏の職人たち                         | 山田亜樹                                                                            |
| 10月11日       | 北米大陸 世界一の木を求めて                                          | 加藤則芳、屋良有作                                                                  |
| 10月18日       | 砂漠に消える大河～謎（なぞ）のタリム川2000キロをゆく                 | 濱中博久                                                                            |
| 11月15日       | ラスベガス 砂上の都市の秘密                                          | 山田敦子                                                                            |
| 12月13日       | 恐竜化石の宝庫ゴビ砂漠を行く～モンゴル・発掘調査隊の60日             | 石橋蓮司、柴田祐規子                                                                |
| 12月20日       | 消えた名画を追え！～紳士と泥棒と探偵のアートゲーム                   | ジェフリー・アーチャー、浜畑賢吉                                                    |
| 1999年 1月17日 | イタリア料理は大地の香り～トスカーナ・侯爵家の食卓                   | ジョン・カビラ                                                                      |
| 1月24日        | 世界が見つめる原始の森～中国・高黎貢山に花を求めて                   | 濱中博久                                                                            |
| 1月31日        | 追跡！謎（なぞ）の蝶（ちょう）オオカバマダラ～北米大陸縦断4000キロ～ | 兼清麻美                                                                            |
| 2月21日        | ワインが生まれる豊かな大地～チリ・緑のブドウ園の秘密                 | 清水美砂、柿沼郭                                                                    |
| 2月28日        | 華麗なる社交界デビュー～フランス・貴族社会の女性たち                 | 山田敦子                                                                            |
| 3月7日         | エッセンスで綴（つづ）る＂地球に好奇心＂                             | 清水美砂、ピーター・バラカン、土屋守、 松元恵、竹村拡、上田和子、森信潤子、渡部英美 |
| 4月4日         | 潜入！ダイヤモンドの世界～輝きに魅せられた人々                       | 佐藤レイジ                                                                          |
| 4月11日        | 神秘の氷大陸～南極・未知への挑戦                                     | 兼清麻美                                                                            |
| 4月18日        | シェークスピアの迷宮～コンピューターが挑む劇作家の謎（なぞ）         | 江守徹、広瀬修子                                                                    |
| 5月2日         | 黄土高原・失われた森の文化を求めて                                   | 清水紀雄                                                                            |
| 5月16日        | 灼（しゃく）熱の走行・サハラマラソン230キロ                          | 石橋蓮司                                                                            |
| 5月23日        | ウィーン・シェーンブルン宮殿 日本庭園の謎（なぞ）                    | 濱中博久                                                                            |
| 6月6日         | マカオ・食卓は世界地図～大航海時代の末裔（えい）たち                 | 石井かおる                                                                          |
| 6月20日        | カンヌ国際映画祭 12日間の熱い戦い                                    | 緒形拳、鶴ひろみ                                                                    |
| 7月18日        | バラ・魔法の香りを探る～知られざる香水の世界                         | 平田幸子、黒田あゆみ                                                                |
| 7月25日        | 試練の巡礼 大峡谷を行く～中国・梅里雪山                              | 葛西聖司                                                                            |
| 9月19日        | 神秘の鳥 ケツァール～グアテマラ・雲霧林を行く                        | 浜畑賢吉                                                                            |
| 9月26日        | めざせトップゴルファー～アメリカ・ジュニア選手の熱い夏               | 島村俊治                                                                            |
| 10月3日        | 伝説の帆船 北海をゆく～北ドイツ・海の民の魂をたずねて                | 町永俊雄                                                                            |
| 10月10日       | ブガンダ王の結婚式～アフリカ・受け継がれる王家の伝統                 | 田中浩史                                                                            |
| 10月17日       | 乾いた大地 不思議の花園～南アフリカ・ナマクアランド                  | 湯浅浩史、松本和也                                                                  |
| 11月21日       | 風の歌がきこえる～ペルー・インカ音楽を訪ねて                         | 杉浦圭子                                                                            |
| 12月5日        | ザトウクジラ・ハイウェイ～西オーストラリア・謎（なぞ）の生態に迫る   |                                                                                     |
| 12月12日       | 知られざる内陸探検～オーストラリア縦断3000キロ                       | 濱中博久                                                                            |
| 2000年 1月16日 | 大聖年・バチカン物語～神秘に包まれた宗教国家                         | 中里雅子                                                                            |
| 1月23日        | 謎（なぞ）の布・聖骸布（せいがいふ）を追う                           | 阿刀田高、上川隆也                                                                  |
| 1月30日        | 黄金の樹を見た～ホタル一万匹の大発光                                 | 浜畑賢吉                                                                            |
| 2月6日         | チベット大絵巻～618メートルに秘めた民族の誇り                        | 黒田あゆみ                                                                          |
| 2月13日        | 太古の歌声がひびく～パキスタン・カラーシャ族の秘祭                   | 小室等                                                                              |
| 3月5日         | 小泉八雲・アイルランド幻影～佐野史郎の＂怪談＂紀行                   | 佐野史郎、黒田あゆみ                                                                |
| 3月12日        | なぜケニアは強いのか～ランナー王国の秘密                             | 武内陶子                                                                            |
| 4月1日         | 謎（なぞ）の白猿（はくえん）を見た～中国広西チワン族自治区           | 岸本多万重                                                                          |
| 4月8日         | 現代マハラジャ伝～インド 変わりゆく王族たち                          | 長谷川勝彦                                                                          |
| 4月15日        | 僕たちのカーニバル～ブラジル・280万人の情熱                          | 濱中博久                                                                            |
| 4月29日        | 敦煌・幻のメロディー～千年前の音をさぐる姫神の旅                     | 姫神、道傳愛子                                                                      |
| 5月13日        | シャーマンの秘薬～アマゾン・薬草を探る植物学者                       | 山田敦子                                                                            |
| 5月20日        | 磨け5千年の技～中国・＂雑技＂にかける子どもたち                      | 後藤繁榮                                                                            |
| 5月27日        | 大地の歌～バングラデシュ 放浪の歌人（うたびと）たち                  | 久米明                                                                              |
| 6月3日         | めざせ！ピッツァ職人世界一～イタリア世界選手権                       | パンツェッタ・ジローラモ、羽塚由                                                    |
| 6月10日        | 至宝復元～南京・指先によみがえる謎（なぞ）の王国                     | 高山典久                                                                            |
| 7月8日         | 大ナマズをねらえ～ルーマニア・ドナウに生きるリポバ人                 | 高橋長英                                                                            |
| 7月22日        | シーボルト・花物語～知られざるプラント・ハンター                     | 山口隆男、辻智太郎                                                                  |
| 7月29日        | プリマバレリーナめざして～ロシア・ワガノワアカデミーの少女たち       | 濱中博久                                                                            |
| 8月5日         | 巨大山車を競う～アマゾンの大祭典“ボイブンバ”                         | 長谷川勝彦                                                                          |
| 9月2日         | 歩け！モタラ～タイ・地雷を踏んだ象の一年                             | 平泉成                                                                              |
| 9月9日         | 神の泉“黄龍”～3400の池が輝く峡谷の美                                 | 山田敦子                                                                            |
| 10月7日        | 薬草の花園～チベット医学・師弟の旅4000キロ                           | 加賀美幸子                                                                          |
| 10月14日       | わが愛しのダッチオーブン～アメリカ大西部・ユタ州                     | 渡辺篤史                                                                            |
| 10月21日       | 女性闘牛士マリパス～スペイン 命を賭（か）けた熱い夏                  | 黒田あゆみ                                                                          |
| 10月28日       | ノスタルジックハイウェイ～アメリカ ルート66をゆく                    | 斎藤晴彦                                                                            |
| 11月18日       | 仮面レスラー紳士録～メキシコ・夢を追う男たち                         | 森本レオ                                                                            |
| 11月25日       | 21世紀を描く～フランス・ドリアン助川の現代アート紀行                 | ドリアン助川、松本和也                                                              |
| 12月9日        | 空と大地の民 プエブロピープル～アメリカ・ニューメキシコ州            | 久米明                                                                              |
| 12月16日       | 巨大湖出現～カンボジア・湖上に生きる人々                             | 広瀬修子                                                                            |
| 12月23日       | 極北 馬追いの旅～アイスランド・氷河に挑む少女                        | 森田美由紀                                                                          |
| 2001年 1月6日  | 虞美人よ永久（とわ）に舞え～中国京劇・最後の女形（おんながた）       | 平野啓子                                                                            |
| 1月13日        | 地下鉄ミュージシャン～パリ・夢と人生の発着駅                         | 小室等                                                                              |
| 1月20日        | ストラディヴァリに挑む～イタリア・国際弦楽器製作コンクール           | 藤川真弓、武内陶子                                                                  |
| 1月27日        | ラクダ飼いの詩（うた）～インド・タール砂漠                           | 伊東敏恵                                                                            |
| 2月17日        | 追跡・幻のろっ骨レコード～ロシア・冷戦下の青春                       | 坂田明、黒田あゆみ                                                                  |
| 2月24日        | 熱砂の不思議世界～ナミブ砂漠・命の適応戦略                           | 野地俊二                                                                            |
| 3月3日         | 山の幸に異変あり～中国・まつたけ新事情                               | 有働由美子                                                                          |
| 3月10日        | メコンに泳ぐイルカ～ラオス                                           | 山本美希                                                                            |
| 4月7日         | 原潜クルスクへの鎮魂歌～ロシア軍合唱団の響き                         | 伊東敏恵                                                                            |
| 4月14日        | 大サハラを行く～ラクダキャラバン1200キロの旅                         | 浜畑賢吉                                                                            |
| 4月28日        | 密林の巨大遺跡～カンボジア・クメール帝国の謎（なぞ）                 | 濱中博久                                                                            |
| 5月5日         | ゴッホ 死の真相を追う～遺作に隠されたメッセージ                      | 黒田あゆみ                                                                          |
| 5月12日        | オペラ誕生～イタリア・伝統の世界に挑む                               | 黒田あゆみ                                                                          |
| 5月19日        | 熱狂“田舎のオリンピック”～インド・10万人の大運動会                   | 山本浩                                                                              |
| 6月2日         | マリアに祈る～スペイン・120万人が祝う聖週間                          | 河野多紀                                                                            |
| 6月9日         | 戒律に生きる～サマリア人 3000年の祈り                                | 長谷川勝彦                                                                          |
| 6月23日        | 戦火に消えた王朝メロディー～哀歌が結ぶ沖縄 中国 ベトナム             | 照屋林賢、阿部陽子                                                                  |
| 7月7日         | 極寒の犬ぞりレース～カナダ・アラスカ 1600キロの挑戦                  | 上田早苗                                                                            |
| 7月21日        | 空飛ぶニワトリを探して～中国雲南・赤色野鶏                           | 坂上二郎                                                                            |
| 8月4日         | 黄金の毛を追う男たち～アンデス高地・ビクーニャ猟                     | 国井雅比古                                                                          |
| 8月11日        | 密林の武者修行～ボルネオ・若者が挑む“ブジャライ”                     | 滑川和男                                                                            |
| 8月18日        | 雨を呼ぶ神 マチェンドラ～ネパール・30万人の祈り                      | 芳野潔                                                                              |
| 9月1日         | 龍船復活～中国・ミャオ族 小さな村の熱い夏                            | 地井武男                                                                            |
| 9月8日         | 水中の妖（よう）精たち～ロシアシンクロ 美の秘密                      | 黒田あゆみ                                                                          |
| 9月22日        | 極北の空に跳べ～アラスカ先住民・大競技会                             | デビット・ゾペティ、坂上みき                                                        |
| 9月29日        | 吹き矢と生きる～アマゾン源流・知られざる民族                         | 久米明                                                                              |
| 10月6日        | 少年は牛の背を渡る～エチオピア・“強き男”への旅立ち                   | 岸本多万重                                                                          |
| 10月20日       | つかめ アメリカンドリーム～マジックにかける若者たち                  | 小倉久寛                                                                            |
| 10月27日       | グリム童話と女性たち～ドイツ・メルヘン紀行                           | 黒田あゆみ、永島敏行                                                                |
| 11月3日        | 馬よ 絆（きずな）とともに走れ～アメリカ・24時間耐久レース            | 小寺康雄                                                                            |
| 11月24日       | 熱闘 イタリア古式サッカー～“カルチョ・ストーリコ”と男たち            | ジョン・カビラ                                                                      |
| 12月8日        | 北京こおろぎ紳士録～よみがえる“宮廷趣味”                             | 濱中博久                                                                            |
| 12月15日       | 天空の旋律よ再び～ロシア・150年ぶりの“カリヨン”                      | 黒田あゆみ                                                                          |
| 12月22日       | ベートーヴェン 謎（なぞ）の恋人～楽聖を変えたボヘミアの夏            | 青木やよひ、高橋美鈴                                                                |
| 2002年 1月5日  | ロマ さすらう魂～馬車で巡る1000kmの旅路                              | 浜畑賢吉                                                                            |
| 1月19日        | 爆発アートが上海を染める                                             | 段田安則                                                                            |
| 1月26日        | チネチッタ夢工場～イタリア映画を支える人々                           | 井筒和幸                                                                            |
| 2月2日         | 中国 棒棒（バンバン）奮戦記～坂に行き交う“担ぎ屋”人生                | 芳野潔                                                                              |
| 2月9日         | 水上からくり人形にかける～ベトナム・農民たちの技と心                 | 山田敦子                                                                            |
| 2月16日        | 90歳以上 美のコンテスト～グルジア・長寿が輝くとき                    | 宮本愛子                                                                            |
| 2月23日        | 朝鮮半島“聖域”の生き物たち～非武装地帯250キロを行く                  | 濱中博久                                                                            |
| 3月2日         | 湖上の民インダー～ミャンマー・水がはぐくむ神秘の世界                 | 膳場貴子                                                                            |
| 3月9日         | めざせ21世紀のサーカス～フランス・エリート養成校の青春               | 林家こぶ平                                                                          |
| 3月16日        | カヌー 風と草原の旅～野田知佑 モンゴル、ロシアを行く                 | 秋野由美子                                                                          |
| 3月23日        | “幻の鷹（たか）”と生きる～中国・知られざる秘宝の村                   | 内藤啓史                                                                            |
| 4月6日         | 精霊の森のレスラーたち～コートジボワール英雄伝                       | 杉浦圭子                                                                            |
| 4月13日        | “三国志”の子孫をさがせ～中国・歴史ビジネス最前線                     | 小林克也                                                                            |
| 4月20日        | 熱闘7000人～これがサッカーのルーツだ！                               | 堀尾正明                                                                            |
| 5月4日         | パンダ 野生の謎に迫る～中国・原始の森で何が？                        | 黒田あゆみ                                                                          |
| 5月11日        | アルプス 雪と氷のラリー～名車の伝統が息づく4日間                     | 小寺康雄                                                                            |
| 5月18日        | 牛に引かれて家が行く～チリ・伝統の大引っ越し                         | 中川緑                                                                              |
| 5月25日        | 熱砂のラクダレース～オマーン“ベドウィン”父子の挑戦                   | 森田美由紀                                                                          |
| 6月1日         | わが愛（いと）しのカチャロス～キューバ・おんぼろ名車の泣き笑い       | 谷啓                                                                                |
| 6月8日         | 男と女 人生を刻むステップ～アルゼンチンタンゴの心                    | 檀ふみ                                                                              |
| 6月15日        | 巨石を上げて名を遺（のこ）せ～ミャンマー・“山の民”の心意気           | 小倉久寛                                                                            |
| 6月22日        | アオザイ ルネサンス～女性たちが映し出すベトナム                      | 横木安良夫、黒田あゆみ                                                              |
| 7月6日         | 海と陸の間の不思議世界～桟橋が語るオーストラリア                     | 宍戸開                                                                              |
| 7月20日        | 追跡！幻のカブトガニ～ベンガル湾・太古の自然をゆく                   | 増山江威子                                                                          |
| 7月27日        | 神秘の香りを生む谷～ブルガリア・バラ復活にかける人々                 | 湯浅真由美                                                                          |
| 8月10日        | 神が生きる大地 モルドバ～ルーマニア・中世フレスコ画への祈り          | 筒井道隆                                                                            |
| 8月17日        | よみがえる天女の舞い～カンボジア・試練の古典舞踊復活                 | 工藤夕貴                                                                            |
| 8月31日        | 一枚千金～ウズベキスタン・古布ブーム                                 | 伊東敏恵                                                                            |
| 9月7日         | ナスカ 地上絵の謎に迫る～ペルー・古代遺跡は何を語るか                | 矢崎滋                                                                              |
| 9月21日        | “カイ”よ響け アルタイの大地に～よみがえる民族の喉（のど）歌          | 清水紘治                                                                            |
| 9月28日        | 飛べ世界一速く～ベルギー・ハトレースにかける男たち                   | 吉田日出子                                                                          |
| 10月5日        | 千年の道（カミーノ） 祈りの旅～スペイン・サンティアゴ巡礼            | 田島和子                                                                            |
| 10月12日       | 炎と闘う女性たち～アメリカ・消防士養成校の青春                       | ケイ・グラント                                                                      |
| 10月19日       | アメイジング・グレースの魂～賛美歌が語り継ぐアメリカ                 | 山本和之                                                                            |
| 10月26日       | 探訪 絶海の秘境～北マリアナ諸島を行く                                | 黒崎めぐみ                                                                          |
| 11月2日        | マリアッチの妖（よう）精は歌う～メキシコ・テキーラ村の調べ           | キートン山田                                                                        |
| 11月9日        | 誇りを示せ！丸太担ぎレース～ブラジル・先住民大競技会                 | きたろう                                                                            |
| 11月16日       | 奇跡の大河ホータン～タクラマカン砂漠・驚異の大自然                   | 世良公則                                                                            |
| 11月23日       | 追跡 モンゴルオペラの魅力～草原にアリアが響くとき                    | 宮本愛子                                                                            |
| 11月30日       | 羊の国の21世紀アート～ニュージーランド・若者たちの挑戦               | 小雪                                                                                |
| 12月7日        | ドイツ 男たちのビール人生～誇りをかけた醸造所の闘い                  | 黒崎めぐみ                                                                          |
| 12月14日       | 女王の誇りを守りぬく～ベトナム・チャム人母娘の決意                   | 湯浅真由美                                                                          |
| 2003年 1月11日 | アボガード 走る～パナマビジネスを支える男たち                        | 福井茂                                                                              |
| 1月18日        | 驚異 世界一の雷地帯～オーストラリア・観測最前線                      | 平野文                                                                              |
| 1月25日        | 女性ボクサー 挑戦のとき～アメリカ・リングに託す夢                    | 筧利夫                                                                              |
| 2月15日        | ロバで届ける心の便り～中国・山岳郵便配達                             | 高橋美鈴                                                                            |
| 2月22日        | 象よ泳げ 荒波をこえて～インド・アンダマン諸島                        | 久米明                                                                              |
| 3月1日         | 遊び心が時代を変える～中国・マージャン新世代                         | 小田切千                                                                            |
| 3月8日         | 海の民 風と星の大航海～ミクロネシア・サタワル島                      | 徳弘夏生                                                                            |
| 4月5日         | 中国 福を呼ぶ大演芸会～民衆芸のふるさと“馬街”                        | 国本武春                                                                            |
| 4月12日        | 追跡！巨大ウナギ～パラオ・謎の伝説をたどる                           | 永田雅一、宮本愛子                                                                  |
| 4月19日        | 鳩（はと）よ歌え 黄金の調べを～タイ・鳴き声コンテスト                | 関口健                                                                              |
| 5月3日         | 極北のアイスロード～カナダ・生命線に挑む男たち                       | 萩原聖人                                                                            |
| 5月10日        | ピョートル大帝 謎の宮殿～サンクトペテルブルク誕生300年               | 荒俣宏、黒崎めぐみ                                                                  |
| 5月17日        | 迷宮都市“フェス”に生きる～モロッコ・イスラムの絆                     | 石田太郎                                                                            |
| 5月24日        | 勇者の証（あか）し 大騎馬戦～インドネシア・スンバ島                  | TARAKO                                                                              |
| 5月31日        | 中国 天空に浮かぶ棺～絶壁に葬られた民族の謎                          | 濱中博久                                                                            |
| 6月7日         | これぞジープニー人生～フィリピン版“国産車”は走る                     | 渡辺えり子                                                                          |
| 6月14日        | 放浪職人“ヴァルツ”が行く～ドイツ・若者たちの大工修業                 | 鹿島綾乃                                                                            |
| 6月21日        | 樹の上に住むアメリカ人～ツリーハウス 人気の秘密                      | 湯浅真由美                                                                          |
| 6月28日        | パリの空の下 ミツバチが舞う～もうひとつの“花の都”                    | 川原亜矢子                                                                          |
| 7月5日         | 追跡 ロシアの秘宝～ナチスに奪われた“琥珀（こはく）の間”              | 中條誠子                                                                            |
| 7月12日        | ヒマラヤの里 僧たちが舞う～ブータン・開祖を招く祭                    | 宮本愛子                                                                            |
| 7月19日        | 宇宙からの“宝”を探せ！～世界をかける隕（いん）石ハンター             | 和田源二                                                                            |
| 7月26日        | 海の闘牛 マッタンツァ～シチリア・マグロ漁師の誇り                    | 萩原聖人                                                                            |
| 8月2日         | メジャーをめざせ～ハリウッド・独立プロ奮闘記                         | きたろう                                                                            |
| 9月6日         | 地底都市 カッパドキア～トルコ・大奇岩地帯の謎                        | 山本圭                                                                              |
| 9月20日        | ラテン音楽の殿堂“トローバの家”～キューバ・若き鼓動                   | 三上寛                                                                              |
| 9月27日        | 漕（こ）げ！100人の力で～インド・伝統のボートレース                  | 小倉久寛                                                                            |
| 10月4日        | ヨーロッパ縦断4000キロの旅～トルコ人家族の里帰り                     | 久米明                                                                              |
| 10月11日       | 走れ裸馬！町の誇りをかけて～イタリア・シエナの競馬パリオ             | 室井滋                                                                              |
| 10月18日       | 大道芸人たちの十字路～モロッコ・フナ広場                             | 斎藤茂一                                                                            |
| 10月25日       | 大空へ 誰よりも速く～アメリカ・リノエアレース                        | 林泰文                                                                              |
| 11月1日        | ポーランドの女王 黒いマドンナ～聖画をめざす大巡礼                    | 中里雅子                                                                            |
| 11月8日        | 実りの秋の恋物語～インド・スピティ谷                                 | 鶴田真由                                                                            |
| 11月15日       | 天空を駆ける山岳レース～マレーシア・キナバル山                       | 窪田等                                                                              |
| 11月29日       | 世界最大の地下空間を行く～マレーシア・ムル山国立公園                 | 上川隆也                                                                            |
| 12月6日        | 上海をデザインする若者たち～中国・建築家コンテスト                   | 蓮井梨花                                                                            |
| 12月13日       | 大草原にイヌワシが舞う～モンゴル・カザフ族鷹匠の父子                 | 遠藤憲一                                                                            |
| 12月20日       | ショーウィンドーに夢のせて～パリ・クリスマス競演                     | 湯浅真由美                                                                          |
| 2004年 1月24日 | 人形に命を吹きこむ～チェコ・若きアニメ作家たち                       | 市村正親                                                                            |
| 1月31日        | “世界一痛い”クリスマス～ペルー・アンデスのけんか祭り                 | グッチ裕三                                                                          |
| 2月7日         | はるかなる指笛の島～スペイン・カナリア諸島                           | 吉田日出子                                                                          |
| 2月14日        | アンデスに響く黒人音楽～南米大陸・ルーツを探す旅                     | 長塚京三                                                                            |
| 2月21日        | 神秘！氷の殿堂～スウェーデン・氷点下30度の世界                       | 大沼ひろみ                                                                          |